# Prix du jury œcuménique du Festival de Cannes
Pour les articles homonymes, voir Prix du jury œcuménique.
Le prix du jury œcuménique est une récompense cinématographique décernée par un jury indépendant lors du festival de Cannes depuis 1974 à un long métrage de la compétition officielle. Il succède au prix OCIC attribué auparavant par l'Office catholique international du cinéma (OCIC). Ce prix est géré par l'OCIC jusqu'en 2001, date à laquelle l'OCIC et l'UNDA (Association catholique internationale pour la Radio et la télévision) fusionnèrent pour devenir la Signis (Association catholique mondiale pour la Communication), qui organise toujours la récompense.
Le jury est composé de chrétiens engagés dans le monde du cinéma (journalistes, réalisateurs, enseignants). Ce jury est mis en place chaque année par les associations internationales Signis, pour les catholiques et l'Organisation internationale protestante pour le film (Inter-film), pour les protestants.

## Historique
Le prix a été créé en 1974 par des catholiques et des protestants présents au festival de Cannes, qui ont décidé de remettre ensemble un prix œcuménique à un film de la compétition officielle, pour promouvoir les films de qualité artistique au service d'un message.
Cette reconnaissance est de plus suivie par la promotion dans les salles et l'aide à la distribution.
Au fil des années, des réalisateurs comme Herzog, Wajda, Tarkovski, Cavalier, Loach, Arcand ou Almodóvar ont été primés par ce jury. Ce ne sont pas des films religieux et certains sont même issus d’autres cultures, d’autres systèmes de pensée. Mais tous, comme le Japonais Shinji Aoyama ou l’Iranien Mohsen Makhmalbaf, montrent des hommes et des femmes en prise avec la réalité de la vie, la souffrance et la joie. Tous les films primés permettent aux chrétiens d’enrichir leur foi et à tous les spectateurs de réfléchir sur leur condition.[réf. nécessaire]
En 2009, pour célébrer les 35 ans du prix, Inter-Film et Signis ont demandé au réalisateur français d'origine roumaine Radu Mihaileanu de le présider.

## Palmarès

### Prix OCIC
La liste des lauréats provient d’IMDB.
| Année | Film                                             | Titre original                   | Réalisateur               | Pays                      | Prix              |
| ----- | ------------------------------------------------ | -------------------------------- | ------------------------- | ------------------------- | ----------------- |
| 1952  | Deux Sous d'espoir                               | Due soldi di speranza            | Renato Castellani         | Italie                    |                   |
| 1952  | La Vie de Jésus                                  |                                  | Marcel Gibaud             | France                    | Mention spéciale  |
| 1953  | Horizons sans fin                                |                                  | Jean Dréville             | France                    |                   |
| 1954  | Le Dernier Pont                                  | Die letzte Brücke                | Helmut Käutner            | Autriche • Yougoslavie    |                   |
| 1955  | Marty                                            | Marty                            | Delbert Mann              | États-Unis                |                   |
| 1955  | Marcelin, Pain et Vin                            | Marcelino pan y vino             | Ladislas Vajda            | Italie • France • Espagne | Mention spéciale  |
| 1956  | Le Toit                                          | Il tetto                         | Vittorio De Sica          | Italie • France           |                   |
| 1956  | L'Homme au complet gris                          | The Man in the Gray Flannel Suit | Nunnally Johnson          | États-Unis                | Mentions spéciale |
| 1956  | La Complainte du sentier                         | পথের পাঁচালী, Pather panchali         | Satyajit Ray              | Inde                      | Mentions spéciale |
| 1956  | Le Disque rouge                                  | Il ferroviere                    | Pietro Germi              | Italie                    | Mentions spéciale |
| 1957  | Celui qui doit mourir (ex æquo)                  |                                  | Jules Dassin              | France • Italie           |                   |
| 1957  | Les Nuits de Cabiria (ex æquo)                   | Le notti di Cabiria              | Federico Fellini          | Italie                    |                   |
| 1958  | Non remis                                        |                                  |                           |                           |                   |
| 1959  | Les Quatre Cents Coups                           |                                  | François Truffaut         | France                    |                   |
| 1960  | Paw, un garçon entre deux mondes                 | Paw                              | Astrid Henning-Jensen     | Danemark                  |                   |
| 1961  | Le Mal de vivre                                  | The Hoodlum Priest               | Irvin Kershner            | États-Unis                |                   |
| 1962  | Procès de Jeanne d'Arc                           |                                  | Robert Bresson            | France                    |                   |
| 1963  | Les Fiancés                                      | I fidanzati                      | Ermanno Olmi              | Italie                    |                   |
| 1964  | Les Parapluies de Cherbourg (ex æquo)            |                                  | Jacques Demy              | France                    |                   |
| 1964  | Sécheresse (ex æquo)                             | Vidas Secas                      | Nelson Pereira dos Santos | Brésil                    |                   |
| 1965  | Yoyo                                             |                                  | Pierre Étaix              | France                    |                   |
| 1966  | Un homme et une femme                            |                                  | Claude Lelouch            | France                    |                   |
| 1967  | Mouchette                                        |                                  | Robert Bresson            | France                    |                   |
| 1968  | Festival arrêté à cause des événements de Mai 68 |                                  |                           |                           |                   |
| 1969  | Non remis                                        |                                  |                           |                           |                   |
| 1970  | Non remis                                        |                                  |                           |                           |                   |
| 1971  | Amour                                            | Szerelem                         | Károly Makk               | Hongrie                   |                   |
| 1972  | Non remis                                        |                                  |                           |                           |                   |
| 1973  | L'épouvantail                                    | Scarecrow                        | Jerry Schatzberg          | États-Unis                |                   |

### Prix du jury œcuménique
En gras sont indiqués les films lauréats du prix du jury œcuménique. Les autres sont des prix spéciaux remis de façon irrégulière.
| Année | Film                                           | Titre original                                          | Réalisateur                            | Pays                 | Prix             |
| ----- | ---------------------------------------------- | ------------------------------------------------------- | -------------------------------------- | -------------------- | ---------------- |
| 1974  | Tous les autres s'appellent Ali                | Angst essen Seele auf                                   | Rainer Werner Fassbinder               | Allemagne de l'Ouest |                  |
| 1975  | L'Énigme de Kaspar Hauser                      | Jeder für sich und Gott gegen alle                      | Werner Herzog                          | Allemagne de l'Ouest |                  |
| 1977  | La Dentellière (ex æquo)                       |                                                         | Claude Goretta                         | France               |                  |
| 1977  | J.A. Martin photographe (ex æquo)              |                                                         | Jean Beaudin                           | Canada               |                  |
| 1978  | L'Arbre aux sabots                             | L'albero degli zoccoli                                  | Ermanno Olmi                           | Italie               |                  |
| 1979  | Sans anesthésie                                | Bez znieczulenia                                        | Andrzej Wajda                          | Pologne              |                  |
| 1980  | La Constante (ex æquo)                         | Constans                                                | Krzysztof Zanussi                      | Pologne              |                  |
| 1980  | Stalker (ex æquo)                              | Сталкер                                                 | Andreï Tarkovski                       | Union soviétique     |                  |
| 1981  | L'Homme de fer                                 | Człowiek z żelaza                                       | Andrzej Wajda                          | Pologne              |                  |
| 1982  | La Nuit de San Lorenzo                         | La notte di San Lorenzo                                 | Paolo et Vittorio Taviani              | Italie               |                  |
| 1983  | Nostalghia                                     | Ностальгия                                              | Andreï Tarkovski                       | Italie               |                  |
| 1984  | Paris, Texas                                   |                                                         | Wim Wenders                            | Allemagne de l'Ouest |                  |
| 1985  | L'Histoire officielle                          | La historia oficial                                     | Luis Puenzo                            | Argentine            |                  |
| 1986  | Le Sacrifice                                   | Offret                                                  | Andreï Tarkovski                       | Suède                |                  |
| 1987  | Le Repentir                                    | მონანიება, Monanieba                                    | Tenguiz Abouladzé                      | Union soviétique     |                  |
| 1988  | Un monde à part                                | A World Apart                                           | Chris Menges                           | Royaume-Uni          |                  |
| 1989  | Jésus de Montréal                              |                                                         | Denys Arcand                           | Canada               |                  |
| 1990  | Ils vont tous bien !                           | Stanno Tutti Bene                                       | Giuseppe Tornatore                     | Italie               |                  |
| 1991  | La Double Vie de Véronique                     |                                                         | Krzysztof Kieślowski                   | Pologne              |                  |
| 1992  | Les Enfants volés                              | Il ladro di bambini                                     | Gianni Amelio                          | Italie               |                  |
| 1993  | Libera Me                                      |                                                         | Alain Cavalier                         | France               |                  |
| 1994  | Vivre (ex æquo)                                | 活着, Huozhe                                            | Zhang Yimou                            | Chine                |                  |
| 1994  | Soleil trompeur (ex æquo)                      | Утомлённые солнцем, Utomlyonnye solntsem                | Nikita Mikhalkov                       | Russie               |                  |
| 1995  | Land and Freedom                               |                                                         | Ken Loach                              | Royaume-Uni          |                  |
| 1996  | Secrets et Mensonges                           | Secrets and Lies                                        | Mike Leigh                             | Royaume-Uni          |                  |
| 1997  | De beaux lendemains                            | The Sweet Hereafter                                     | Atom Egoyan                            | Canada               |                  |
| 1998  | L'Éternité et Un Jour                          | Μια αιωνιότητα και μια μέρα, Mia éoniotita kai mia méra | Theo Angelopoulos                      | Grèce                |                  |
| 1999  | Tout sur ma mère                               | Todo sobre mi madre                                     | Pedro Almodóvar                        | Espagne              |                  |
| 1999  | Rosetta                                        |                                                         | Jean-Pierre et Luc Dardenne            | Belgique             | Mention spéciale |
| 2000  | Eureka                                         | ユリイカ, Yurīka                                        | Shinji Aoyama                          | Japon                |                  |
| 2001  | Kandahar                                       | ﺳﻔﺮ قندهار, Safar-e Qandahār                            | Mohsen Makhmalbaf                      | Iran                 |                  |
| 2002  | L'Homme sans passé                             | Mies vailla menneisyyttä                                | Aki Kaurismäki                         | Finlande             |                  |
| 2003  | À cinq heures de l'après-midi                  | پنج عصر, Panj-e asr                                     | Samira Makhmalbaf                      | Iran                 |                  |
| 2004  | Carnets de voyage                              | Los diarios de motocicleta                              | Walter Salles                          | Argentine            |                  |
| 2005  | Caché                                          | Caché                                                   | Michael Haneke                         | France               |                  |
| 2006  | Babel                                          | Babel                                                   | Alejandro González Iñárritu            | États-Unis           |                  |
| 2006  | L'Apprenti                                     |                                                         | Sławomir Fabicki                       | Pologne              | Mention spéciale |
| 2007  | De l'autre côté                                | Auf der anderen Seite, Yaşamın Kıyısında                | Fatih Akın                             | Allemagne            |                  |
| 2008  | Adoration                                      |                                                         | Atom Egoyan                            | Canada               |                  |
| 2009  | Looking for Eric                               |                                                         | Ken Loach                              | Royaume-Uni          |                  |
| 2009  | Le Ruban blanc                                 |                                                         | Michael Haneke                         | Allemagne            | Mention spéciale |
| 2010  | Des hommes et des dieux                        | Des hommes et des dieux                                 | Xavier Beauvois                        | France               |                  |
| 2011  | This Must Be the Place                         | This Must Be the Place                                  | Paolo Sorrentino                       | Italie               |                  |
| 2011  | Le Havre                                       |                                                         | Aki Kaurismäki                         |                      | Mention spéciale |
| 2011  | Et maintenant, on va où ?                      |                                                         | Nadine Labaki                          |                      | Mention spéciale |
| 2012  | La Chasse                                      | Jagten                                                  | Thomas Vinterberg                      | Danemark             |                  |
| 2013  | Le Passé                                       | گذشته, Gozashte                                         | Asghar Farhadi                         | Iran                 |                  |
| 2014  | Timbuktu                                       |                                                         | Abderrahmane Sissako                   | Mauritanie France    |                  |
| 2014  | Le Sel de la Terre                             | The Salt of the Earth                                   | Wim Wenders et Juliano Ribeiro Salgado | Brésil               | Mention spéciale |
| 2014  | La Belle Jeunesse                              | Hermosa juventud                                        | Jaime Rosales                          | Espagne              | Mention spéciale |
| 2014  | Deux jours, une nuit                           |                                                         | Jean-Pierre et Luc Dardenne            | Belgique             | Prix spécial     |
| 2015  | Mia Madre                                      | Mia madre                                               | Nanni Moretti                          | Italie               |                  |
| 2015  | La Loi du marché                               |                                                         | Stéphane Brizé                         | France               | Mention spéciale |
| 2015  | Taklub                                         |                                                         | Brillante Mendoza                      | Philippines          |                  |
| 2016  | Juste la fin du monde                          |                                                         | Xavier Dolan                           | Canada               |                  |
| 2016  | Moi, Daniel Blake                              | I, Daniel Blake                                         | Ken Loach                              | Royaume-Uni          | Mention spéciale |
| 2016  | American Honey                                 |                                                         | Andrea Arnold                          | Royaume-Uni          | Mention spéciale |
| 2017  | Vers la lumière                                | Hikari                                                  | Naomi Kawase                           | Japon                |                  |
| 2018  | Capharnaüm                                     | كفرناحوم, Cafarnaúm                                     | Nadine Labaki                          | Liban                |                  |
| 2018  | BlacKkKlansman : J'ai infiltré le Ku Klux Klan | BlacKkKlansman                                          | Spike Lee                              | États-Unis           | Mention spéciale |
| 2019  | Une vie cachée                                 | A Hidden Life                                           | Terrence Malick                        | États-Unis           |                  |
| 2021  | Drive My Car                                   | ドライブ・マイ・カー, Doraibu mai kā                    | Ryūsuke Hamaguchi                      | Japon                |                  |
| 2021  | Compartiment no 6                              | Hytti Nro 6                                             | Juho Kuosmanen                         | Finlande             | Mention spéciale |
| 2022  | Les Bonnes Étoiles                             | 브로커, Beurokeo                                        | Hirokazu Kore-eda                      | Corée du Sud         |                  |
| 2023  | Perfect Days                                   |                                                         | Wim Wenders                            | Allemagne            |                  |
| 2023  | The Old Oak                                    |                                                         | Ken Loach                              | Royaume-Uni          | Mention spéciale |
| 2024  | Les Graines du figuier sauvage                 | دانه انجیر مقدس                                         | Mohammad Rasoulof                      | Iran                 |                  |
| 2025  | Jeunes Mères                                   |                                                         | Jean-Pierre et Luc Dardenne            | Belgique             |                  |

## Prix spécial
Lors du Festival de Cannes 2009, le jury a attribué, de manière ironique, un anti-prix pour misogynie au film Antichrist de Lars von Trier. 
Le président du jury, Radu Mihaileanu, a précisé que cet anti-prix était attribué « à titre individuel et solidaire par les six jurés » et « en dehors du rôle stricto sensu du jury œcuménique ».